# جمال أبو شمالة
جمال أبو شمالة (بالإنجليزية: Jamal Abu-Shamala)‏ مواليد 25 يوليو 1987 في شاكوبي، هو لاعب كرة سلة فلسطيني أردني أمريكي يبلغ طوله 6 قدم 5 بوصة (2.0 م). كان يلعب كرة السلة الجامعية لصالح نادي مينيسوتا جولدن غوفرز. لعب أبو شمالة دوليًا للمنتخب الأردني، ولعب لأول مرة دوليًا عام 2008. في عام 2015، لعب أبو شمالة مع منتخب فلسطين. لعب أبو شمالة دقائق مهمة حيث احتفظ بلقبه في كأس وليام جونز. لعب أبو شمالة أيضًا لفريق ميامي هيت ومينسوتا تيمبروولفز.
درس أبو شمالة في مدرسة شاكوبي الثانوية في شاكوبي بولاية مينيسوتا، وفي عام 2005 فاز ببطولة كرة السلة للمدرسة الثانوية الحكومية 3A.
بالإضافة إلى تمثيل الأردن، مثل أبو شمالة فلسطين  في المسابقات الدولية، لأن والده فلسطيني. 

## المدرسة الثانوية
أنهى أبو شمالة مسيرته في مدرسة شاكوبي بـ 1,254 نقطة، وهذا النقاط جعلته في المرتبة رقم 5 في قائمة تسجيلات المدرسة حسب إحصاءات عام 2015. قاد فريقه إلى بطولة الفئة 3A عام 2005 حيث سجل 24 نقطة وأضاف 13 كرة مرتدة في المباراة التي انتهت بفوز فريقه 57-46 على ريتشفيلد. في نفس البطولة الرسمية، سجل أبو شمالة 21 نقطة في المباراة التي انتهت أيضًا بفوز شاكوبي في الدور قبل النهائي على أندوفر.

## كرة سلة الكليات
جاء أبو شمالة إلى جامعة مينيسوتا في جولة تدريبية، لكنه سرعان ما حصل على منحة دراسية بعد لعبه في 30 مباراة وبدء 10 مباريات خلال موسم 2005-2006. أفضل موسم له من الناحية الإحصائية كان موسمه في السنة 2006-2007 عندما لعب في 31 مباراة، وبدأ 21 مباراة، وبلغ متوسطها 6.5 نقطة لكل مباراة، وقام بـ44 من بين 102 محاولة من ثلاث نقاط. أنهى حياته المهنية بـ128 مباراة لعبها، 62 مباراة، 592 نقطة، 270 كرة مرتدة، نسبة الهدف الميداني له بلغت 43.2٪ (203-469) ونسبة هدف الميدان من ثلاث نقاط 40.1٪ (106-264). نسبته المئوية لهدف الميدان من ثلاث نقاط في المرتبة السابعة في مينيسوتا. في عام 2009، حصل أبو شمالة على جائزة جامعة مينيسوتا للذكور الحاصلين على جائزة الطالب الرياضي المتميز لإنجازاته في الألعاب الرياضية والقيادة والتطوع. 

## روابط خارجية
- تدريب النخبة، جمال أبو شمالة